# Балинешти (Сучава)
Балинешти (рум. Bălinești) насеље је у Румунији у округу Сучава у општини Грамешти. Oпштина се налази на надморској висини од 296 m.

## Становништво
Према подацима из 2002. године у насељу је живело 551 становника, од којих су сви румунске националности.